# بخش مرکزی شهرستان ارزوئیه
بخش مرکزی، یکی از بخش‌های شهرستان ارزوئیه در استان کرمان ایران است. مرکز این بخش، شهر ارزوئیه است.

## تقسیمات کشوری
- بخش مرکزی شهرستان ارزوئیه
  - دهستان ارزوئیه
  - دهستان وکیل‌آباد
  - دهستان دهسرد

شهر: ارزوئیه

## جمعیت
بر پایه سرشماری عمومی نفوس و مسکن در سال ۱۳۹۵، جمعیت بخش مرکزی شهرستان ارزوئیه برابر با ۲۹٬۳۳۶ نفر بوده‌است.